# Naja mossambica
Il cobra sputatore del Mozambico   (Naja mossambica) è un serpente della famiglia degli elapidi, ordine degli Squamati, di dimensioni medie, la cui lunghezza massima va da 1.2 a 1.7 m.

## Descrizione
Il colore della pelle di questo cobra può variare dal marrone al nero. Di solito sono lunghi 1 m, ma esistono esemplari che raggiungono 1,7 m.

## Biologia

### Alimentazione
La dieta di questo cobra è molto variabile, si ciba soprattutto di anfibi, altri serpenti, uccelli, uova e piccoli roditori.

### Riproduzione
Il cobra depone dalle 10 alle 20 uova della misura di 230–250 mm.

## Distribuzione
Proviene dall'Africa, in particolare da Somalia e centro-sud.